# Undertale
Az Undertale egy 2D-s szerepjáték műfajú egyjátékos videojáték amelyet Toby Fox videojáték-fejlesztő programozott, emellett zenéjét is ő szerezte. A videojáték zenéiből és karaktereiből később világhírű internetes mémek készültek, ezeknek is köszönheti óriási hírnevét.

## Játékmenet
A játék egy RPG (Role Playing Game, értsd: szerepjáték). A karaktereknek van mimikájuk, érzelmeik és főként humoruk, személyiségük, egyediségük, valamint jellegzetességeik. Ugyan a játék egyszerűnek tűnhet a pixeles grafika miatt, főleg a hátterek, de annál élvezetesebb a váratlan fordulatok miatt. A harc közben a karakter egy szívvé változik, és abban a formájában küzdhet meg az ellenséggel, emellett alternatív opciók is használhatók közben. Sétálás közben a játékos top-down nézetből láthatja karakterét, ezenkívül szereplőkkel is tud beszélgetni, itt is alternatív opciók közül válogatva.

## Cselekmény
Sok évvel ezelőtt az emberek és a szörnyek barátságban éltek, de történt valami, amitől az emberek fellázadtak a szörnyek ellen. Az emberek a föld alá űzték a szörnyeket és egy varázslattal be is zárták őket. Egy nap egy ember megmássza a hegyet, amit eddig senki, s az ott tátongó mélységbe véletlenül belezuhan, ahogy megbotlik. Hirtelen egy virágoskert közepén találja magát. Ekkor találkozik Flowey-al, a virággal, innentől a játék alternatív lesz.

## Zene
Az Undertale zenéjét a játék kitalálója és programozója, Toby Fox szerezte. Az album rengeteg zeneszáma nagyon népszerű internetes-mémként, ezáltal világszerte ismertek. A zenék közül a leghíresebb a Megalovania, amit a játékon belül Sans-el, a csontvázzal vívott csata közben hallhatunk háttérzeneként. A teljes Undertale album több mint 101 dalból áll, ami összesen 2 óra és 11 perc.

## Fordítás
Ez a szócikk részben vagy egészben  az   Undertale című angol Wikipédia-szócikk fordításán alapul.  Az eredeti cikk szerkesztőit annak laptörténete sorolja fel. Ez a jelzés csupán a megfogalmazás eredetét és a szerzői jogokat jelzi, nem szolgál a cikkben szereplő információk forrásmegjelöléseként.